# Lagynochthonius chamorro
Lagynochthonius chamorro es una especie de arácnido  del orden Pseudoscorpionida de la familia Chthoniidae.
Se encuentra en las Islas Carolinas.